# Arnau Fonolleda
Arnau Fonolleda (Barcelona 1390? - ? 1475?), fou un dels principals secretaris del rei Alfons el Magnànim.

## Biografia
El seu pare era notari i escrivà del rei Martí, i va actuar com a secretari dels compromissaris de Casp.
A partir del 1431 Arnau Fonolleda apareix com a escrivà i notari públic a la cúria. El 1436 comença a exercir-hi de secretari.
El rei Alfons se l'endugué com a secretari seu i, com a tal, exercí moltes missions polítiques i diplomàtiques entre 1436 i 1449. Així, redactà cartes als ambaixadors en el concili de Basilea, al duc de Milà i al papa. Actuà com a conservador del patrimoni reial en el regne de Sicília.
Es relacionà, sobretot, amb Lorenzo Valla i amb el Panormita. Valla li dedicà l'any 1438 la seva versió llatina de les faules isòpiques, que finalment fou impresa a València el 1480. Es cartejà amb l'Aretino i amb l'arquebisbe de Constantinoble.
El 1446 és nomenat batlle general de Catalunya, i fins a la mort del rei actuà també com a protonotari i conseller seu.

## Obres
- Epistula ad Leonardum Aretinum
- Epistula ad Archiepiscopum Constantinopolitanum
- Epistulae
- Epistula regis Alphonsi
- Incipits
- Cartes catalanes
- Cartes en castellà
- Testamentum regis Alphonsi